# Benedictus IV
Benedictus IV, född i Rom, död i juli 903, var påve från första halvåret av 900 till sin död, sommaren 903.

## Biografi
Benedictus var född i Rom, var son till en man vid namn Mammalus, och hade ett aristokratiskt ursprung. Påve Formosus prästvigde honom. Han blev påve under första halvan av året 900. Frodoard, en av hans samtida historiker, berömmer med stora ord hans generositet och ivran för det allmännas bästa, och kallar honom "den store".
Benedictus viktigaste historiska handling var att han krönte Ludvig den blinde till kejsare. Han stödde påve Formosus beslut att stödja Argrims anspråk på biskopsstolen i Langres, tog upp fallet med biskop Stefan av Neapel, fördömde mordet på ärkebiskop Fulco av Reims, och erbjöd praktiskt hjälp till biskop Malacenus av Amasia, som hade fördrivits från sitt episkopat av saracenernas framfart. Fulda och andra kloster mottog privilegier.
Benedictus är begravd vid Peterskyrkan.